# Bugiri
Bugiri  este un oraș  în  Uganda. Este reședinta  districtului Bugiri.